# Test de inteligencia
Un test de inteligencia es un análisis que pretende medir cuantitativamente la capacidad de razonar, con lógica acertada, comprobado a través de decisiones correctas, de efectuar abstracciones, de aprender, y de procesar información novedosa. Si bien lo cierto es que no existe una definición universalmente aceptada del constructo inteligencia, por lo que para algunas posturas teóricas el concepto de «medir» implica una ideología de la cuantificación, la cual presupone la cosificación de algo inasible como la inteligencia.

## Principales pruebas
Entre las pruebas más utilizadas para la medición de la inteligencia podemos citar el test de Stanford-Binet o las escalas de Wechsler. La primera es una actuación del texto original desarrollado por Alfred Binet y Théodore Simon en Francia a principios del siglo XX. Fue presentado en 1916 por el psicólogo norteamericano Lewis Terman en la Universidad de Stanford, y fue revisado en 1927, 1960 y 1972. Orientado fundamentalmente a la valoración de la inteligencia en niños, la prueba consta de una serie de problemas graduados en dificultad que requieren para su solución de habilidades aritméticas, memorísticas y lingüísticas.
Los tests de inteligencia son usados con profusión en distintos ámbitos, como la psicología educativa, la orientación educativa o la selección de personal.

## Cociente de Inteligencia
Los test de inteligencia arrojan una puntuación denominada cociente de inteligencia o C.I., un término introducido por el alemán William Stern y que fue adoptado por Terman en su revisión del test de Stanford-Binet. Originalmente, el valor de este cociente se calculaba dividiendo la edad mental de la persona por su edad cronológica, y multiplicando este valor por 100. Por ejemplo, un sujeto de 15 años con una edad mental de 13 años tendría un cociente intelectual de (13/15) x 100 = 86. Una puntuación de 100 significa así que el individuo posee una edad mental ajustada a su edad cronológica, mientras que puntuaciones inferiores o superiores a esa cifra indican que el sujeto se sitúa por debajo o por encima respectivamente a la media de la población general. Sin embargo, la mayoría de los test de inteligencia actuales han abandonado esta estrategia metodológica, y el cálculo del C.I. ("C" ya no significa "cociente", sino "coeficiente") se realiza ahora mediante una comparación estadística respecto a un grupo de muestra.
Las puntuaciones en inteligencia siguen una distribución estadística normal en campana, con la mayoría de las puntuaciones agrupadas en torno al valor medio de 100. Aproximadamente dos de cada tres personas arroja una puntuación entre 85 y 115, mientras que 19 de cada 20 personas tiene una puntuación entre 70 y 130. Una persona con una puntuación de 130 es considerada generalmente bajo el pronóstico de sobredotación, mientras que una puntuación inferior a 70 generalmente apunta a una deficiencia.

## Críticas
El uso de estas herramientas ha provocado una gran cantidad de controversias, que han girado, fundamentalmente, en torno a tres cuestiones, a saber:
- ¿Cuáles son las habilidades mentales que constituyen la inteligencia?
- ¿Representa el C.I. adecuadamente estas habilidades?
- En caso de que no podamos definir la inteligencia, ¿cómo es posible medir algo que ni siquiera sabemos lo que es?

Algunos críticos han señalado las deficiencias en la construcción y estandarización estadística de estas herramientas, mostrando además su inadecuación dada la naturaleza cualitativa, multidimensional y no mensurable de la inteligencia. Otros han mostrado la carga cultural de estos instrumentos, que favorecen a ciertos grupos étnicos o socioeconómicos mayoritarios, discriminando a sujetos pertenecientes a etnias con grupos sociales minoritarios. Finalmente, un tercer grupo de investigadores se han centrado en la denuncia del hecho de que la Psicología de algunos psicólogos, mediante la invocación a criterios supuestamente científicos, y el uso de estas herramientas, han querido justificar prejuicios meramente raciales.